# Citroën RE-2
Le Citroën RE-2 est un hélicoptère léger expérimental, développé dans les années 1970 par le constructeur automobile Citroën. Les travaux furent confiés à Charles Marchetti, ancien chef ingénieur de la SNCASE, avec l'aide de Theodor Laufer qui avait réalisé le SNCASO SO.1221 Djinn à la Société nationale des constructions aéronautiques du Sud-Ouest.

## Développements
C'est en 1973 que les équipes de Charles Marchetti et de Citroën se mirent à travailler ensemble sur le programme de développement du futur RE-2. Il s'agissait alors de développer un hélicoptère biplace capable de concurrencer le Bell 47 alors largement présent sur le marché français. L'idée était aussi de diversifier l'activité du constructeur. Une partie de la sous-traitance industrielle fut confiée à Hurel-Dubois.
Les travaux furent menés assez rapidement et le 24 décembre 1975 le prototype du Citroën RE-2 réalisait son premier vol depuis un terrain d'aviation situé à La Ferté-Vidame. Malgré de bonnes qualités de vol, l'appareil ne réalisa que quelques vols d'essais entre 1975 et 1977. Il ne réussit jamais à obtenir un certificat de navigabilité permanent, se limitant à un temporaire délivré entre janvier et juin 1977.
Le Citroën RE-2 réalisa son dernier vol le 5 mai 1979 avant d'être convoyé jusqu'au musée Citroën, installé dans l'enceinte même de l'usine PSA d'Aulnay-sous-Bois en Seine-Saint-Denis. Il semble acquis que ce programme était très onéreux pour le constructeur.

## Architecture générale
Le Citroën RE-2 se présente sous la forme d'un hélicoptère léger biplace côte à côte à cockpit fermé. Son moteur à piston rotatif Wankel d'une puissance de 190 chevaux entraîne le rotor principal et le rotor anticouple, respectivement à 3 et 4 pales. La structure même de l'appareil fait massivement appel au métal.

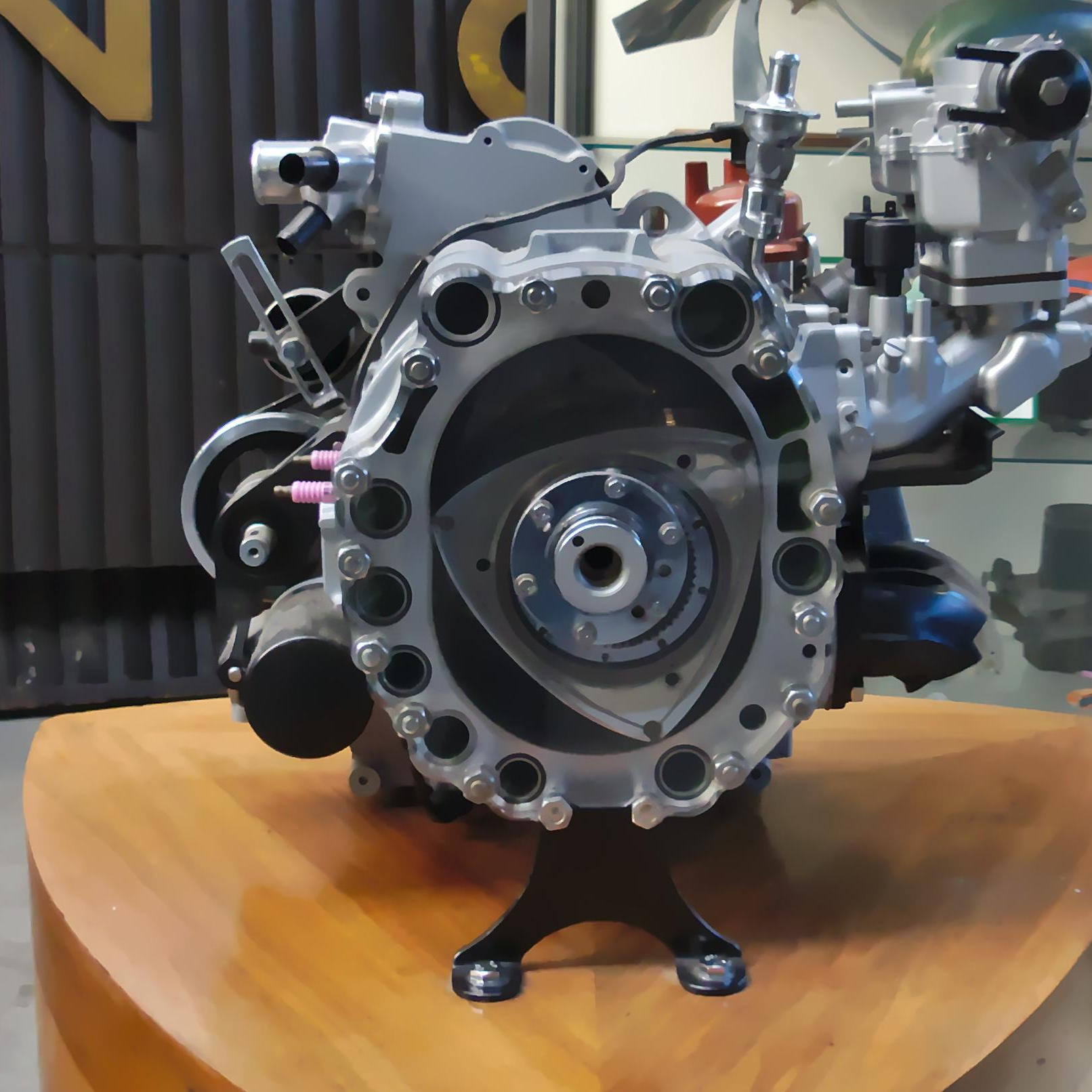
Vue en coupe du moteur du RE-2

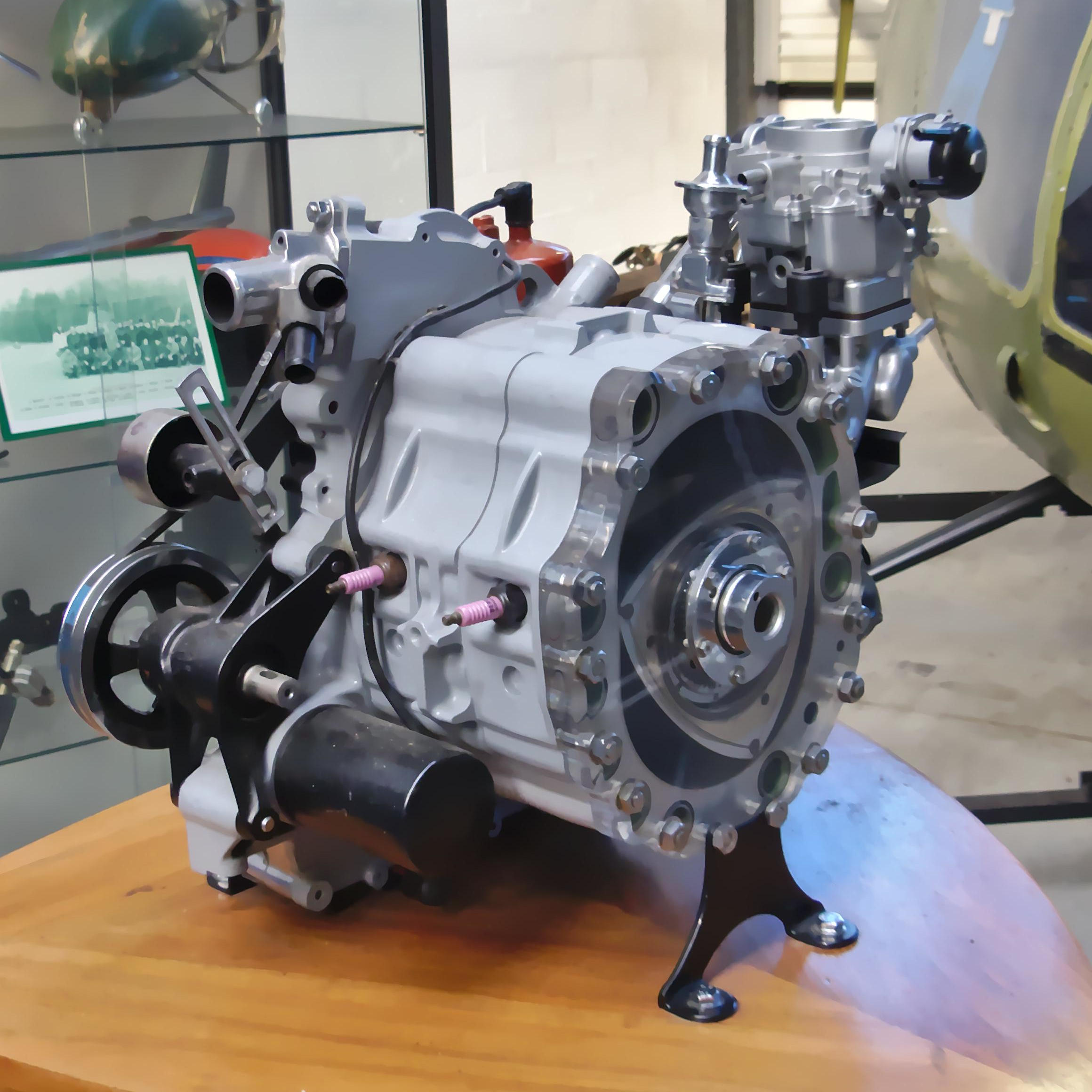
Vue en coupe du moteur du RE-2